# Paraleprodera triangularis
Paraleprodera triangularis är en skalbaggsart som först beskrevs av Thomson 1865.  Paraleprodera triangularis ingår i släktet Paraleprodera och familjen långhorningar. Inga underarter finns listade i Catalogue of Life.